# Workin' Moms
Workin 'Moms é uma sitcom canadense que estreou na CBC Television em 10 de janeiro de 2017. O programa é estrelado por Catherine Reitman, Jessalyn Wanlim, Dani Kind e Juno Rinaldi como um grupo de amigas que lidam com as dificuldades de cuidar de seus filhos recém-nascidos, enquanto ainda tentam realizar seus sonhos profissionais e pessoais.

## Elenco
- Catherine Reitman	...	 Kate Foster
- Dani Kind	...	 Anne Carlson
- Juno Rinaldi	...	 Frankie Coyne
- Katherine Barrell	...	 Alicia Rutherford
- Philip Sternberg	...	 Nathan Foster
- Sarah McVie	...	 Val Szalinsky
- Dennis Andres	...	 Ian Matthews
- Ryan Belleville	...	 Lionel Carlson
- Jessalyn Wanlim	...	 Jenny Matthews
- Peter Keleghan ...	 Richard Greenwood
- Sadie Munroe	...	 Alice Carlson
- Kevin Vidal	...	 Mo Daniels
- Nikki Duval	...	 Rosie

## Prêmios e indicações
| Ano  | Prêmio                         | Categoria      | Indicação    | Resutado |
| ---- | ------------------------------ | -------------- | ------------ | -------- |
| 2018 | 46th International Emmy Awards | Melhor Comédia | Workin' Moms | Indicado |